# Хаапсалу
Га́апсалу (колишня назва — Гапсаль, ест. Haapsalu) — місто в Естонії, адміністративний центр повіту Ляянемаа, курорт на Балтійському морі. Населення — 11 270 чоловік.
Місто з трьох боків оточене морем, тому раніше його називали «Північною Венецією».

## Назва
Назва міста в перекладі з естонської означає «осиковий гай» (ест. Haab Salu).

## Історія
У 1279 році Хаапсалу отримало Любецьке право. З того часу й до 1561 року місто було центром Езель-Вікського єпископства.
У 1745—1920 роках — центр Гапсальського повіту Естлнядської губернії.
1825 року, після відкриття німецьким лікарем з Дерптського університету Карлом Абрагамом Гунніусом цілющих властивостей місцевого мулу, в місті з'явилась перша грязелікарня.
В XIX столітті Хаапсалу славилось виробництвом мереживних хусток, дуже популярних в Російській імперії, Німеччині та країнах Скандинавії.
У 1905 році в Хаапсалу спеціально для приїзду імператорської родини було відкрито залізницю (з 2004 року не використовується), що сполучила місто з Ревелем (Таллінном) та Петербургом.
В 1944 році з міста та околиць було депортовано майже всіх шведів, чия громада тут була найбільшою в Естонії ще з XIII століття.
В роки Холодної війни на південному заході від міста розташовувалась авіабаза винищувачів-перехоплювачів.
В 1998 році у Хаапсалу відкрився коледж Талліннського університету.

## Населення
За даними перепису 2010 року, серед населення Хаапсалу 79,5 % естонців, 15,3 % росіян, 2,4 % українців, 0,8 % білорусів та 0,5 % фінів.

## Визначні місця
- Замок Хаапсалу (XIII століття), оточений 803-метровою стіною
- Домська церква (1265–1270) — найбільший однонавний храм в балтійському регіоні
- Церква Яані (1500)
- Церква Марії Магдалини
- Залізнична станція (1907) з найдовшим у Європі критим пероном (215 м)
- Дерев'яна будівля Курзалу (1898)
- «Променад» (набережна) та Шведська площа
- Численні вілли в стилі модерн
- Будинок, де в 1715 році зупинявся Петро I
- Естонський залізничний музей
- Музей повіту Ляянемаа
- Музей Кіріллуса Креека
- Будинок-музей Ілон Вікланд
- Пам'ятник Фрідріху Шиллеру (1813)
- Численні мистецькі галереї

## Культура
Щорічно у серпні в Хаапсалу відбувається блюз-фестиваль «Augustibluus», на який приїздять виконавці зі Швеції, Фінляндії та США.

## Міста-побратими
- Рендсбург, НДР (1989)
- Ганко, Фінляндія (1992)
- Ганінг, Швеція (1998)
- Ловійса, Фінляндія (2000)
- Умань, Україна (2003)
- Фундан, Португалія (2004)
- Греве-ін-К'янті, Італія (2004)
- Ескільстуна, Швеція (2005)
- Вифлеєм, Палестинська автономія (2010)

## Відомі люди
- Горчаков Олександр Михайлович (1798–1883) — російський дипломат, міністр закордонних справ
- Кіріллус Креєк (1889–1962) — композитор, диригент та етнограф
- Ілон Вікланд (1930) — ілюстратор казок Астрід Ліндгрен
- Катя Самбука (1991) — співачка, фотомодель і телеведуча

З містом пов'язане ім'я Петра Чайковського, який написав тут свою симфонію № 6.